# Мукерджи, Шьяма Прасад
Шьяма Прасад Мукерджи (бенг. শ্যামা প্রসাদ মুখার্জি; 6 июля 1901, Калькутта — 23 июня 1953) — индийский политический деятель правого толка, националист, министр в первом правительстве Джавахарлала Неру, основатель националистической индуистской партии Бхаратия джан сангх.

## В Британской Индии
Мукерджи родился в Калькутте в бенгальской индусской семье. Его отец Ашутош Мукерджи был известным адвокатом. После получения высшего образования Шьяма Прасад Мукерджи также занялся юридической деятельностью. В 1929 году он был избран в законодательное собрание Бенгалии от калькуттского университета. В 1941—1942 годах он занимал пост министра финансов провинции Бенгалия.
Изначально Мукерджи был сторонником Индийского национального конгресса, но в 1930-х годах примкнул к правой индусской организации Хинду Махасабха. В 1943 году, после ухода Саваркара с поста президента ХМС по состоянию здоровья, Мукерджи стал всеиндийским лидером этой организации. Бенгальское отделение ХМС сыграло неоднозначную роль во время раздела Бенгалии в 1947 году и сопровождавших это событие кровавых межобщинных столкновений. Сам Мукерджи выступал резко против создания Пакистана и права мусульман на самоопределение.

## После независимости
В 1947 году Джавахарлал Неру ввёл Мукерджи в состав первого правительства, как представителя правых политических сил. Он оставался в составе кабинета министров даже после того, как Махатма Ганди был убит членом ХМС Надхурамом Годсе и деятельность этой организации была приостановлена. В 1950 году Мукерджи отказался от своего поста в знак протеста против соглашения Неру с пакистанским премьер-министром Лиакат Али Ханом о гарантии прав меньшинств в обеих странах.
В 1951 году Мукерджи вышел из Хинду Махасабхи и создал собственную партию Бхаратия джан сангх (Индийский Народный Союз). На первых всеобщих выборах партия получила 3 мандата, а сам Мукерджи стал депутатом нижней палаты парламента. БДС изначально тесно сотрудничал с индусской военизированной организацией Раштрия сваямсевак сангх и базировался на идеологии хиндутвы.

## Память
- Туннель Шьямы Прасада Мукерджи на союзной территории Джамму и Кашмир